# Umari
Umari (Umary) é um município brasileiro do estado do Ceará, localizado na Microrregião de Lavras da Mangabeira, Mesorregião do centro-sul cearense. Sua população estimada em 2010 era de 7.545 habitantes.

## Etimologia
O topônimo umari vem do tupi e indica uma planta muito comum na região, a Icacinaceae . Sua denominação original era Gado Bravo, em data muito remota, e, desde 1883, Umary.

## História
Localizado na região onde antes habitavam os indígenas Carirys, os Icós e os Xokós. Surgiu como núcleo urbano a partir das entradas de paraibanos e pernambucanos, no século XVIII, com a expansão da pecuária no Ceará, à época da carne seca e charque. Consolida-se como centro urbano na região devido a criação de uma Capela e cemitério, e desta forma os mortos não eram mais enterrados em Icó. Este feito, se deve ao francês, Joseph Aleth Doullétte, que, fugindo da odiosa perseguição contra a Companhia de Jesus, pelo marquês de Pombal, veio refugiar-se no lugarejo. Ali, constitui família, onde até hoje, muitos residem, porém, com uma variação no sobrenome, de Doullétte para Douétts. Além de Eneas Gondim Ferreira Douétts, nascido em Umari, mas que constituiu família no Estado da Paraíba, os dois últimos bisnetos do francês, que viveram em Umari, foram, Joaquim Ferreira Douétts, o professor, casado com Maria Sarmento, do Sítio Caatingueira, e José Ferreira de Barros Douétts, pai de dona Maria das Dôres da Conceição Ferreira Douétts (dona Dasdôres Baptista).

## Geografia

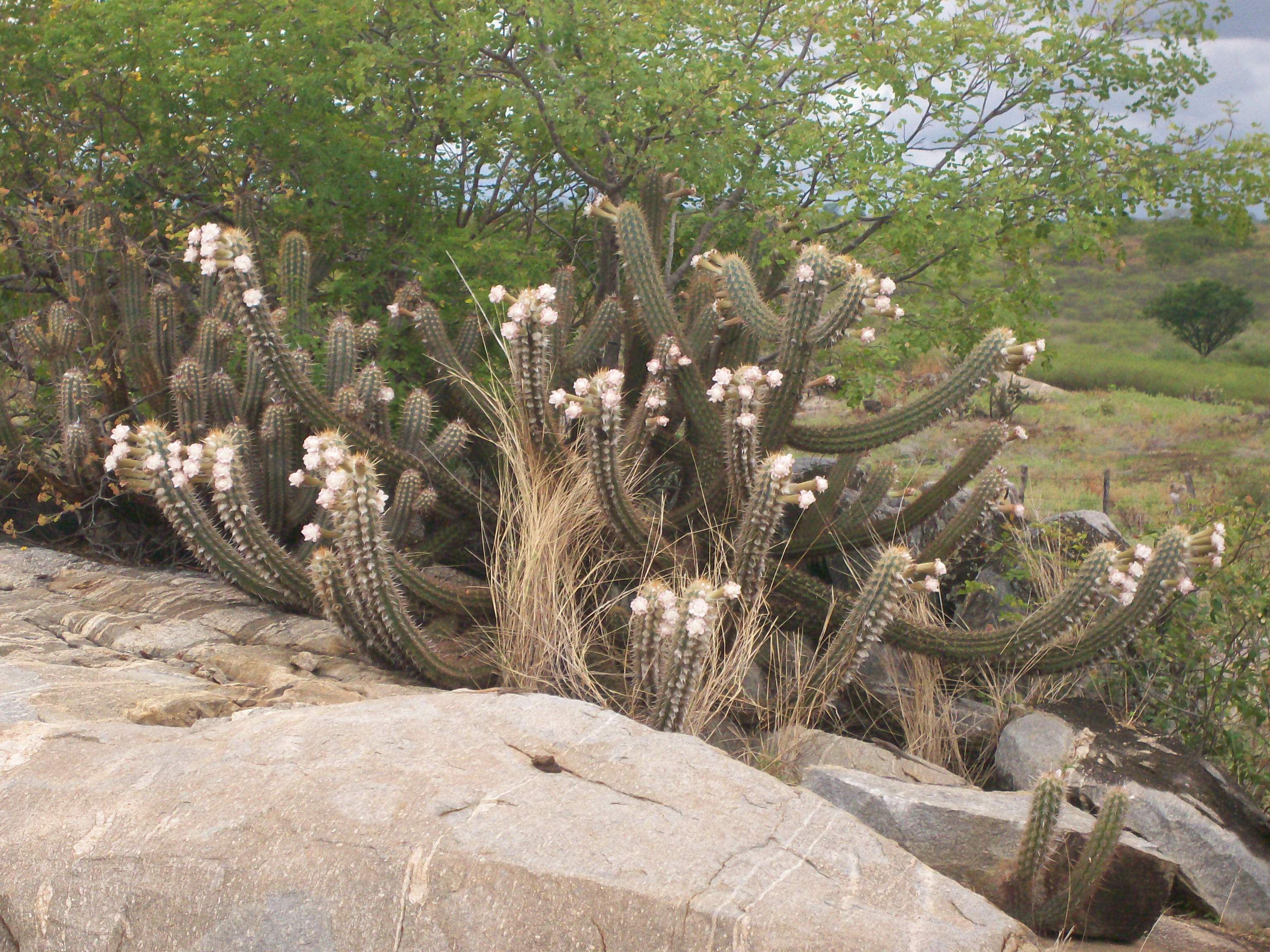
Flor de xique-xique, planta típica da caatinga.

### Clima
Tropical quente semiárido com pluviometria média de 787,4 mm  com chuvas concentradas de janeiro a abril.

### Hidrografia e recursos hídricos
As principais fontes de água são os riachos das Pombas, Pendência, Urubus e Jenipapeiro, afluentes do rio Salgado. a Barragem do Jenipapeiro  construída pelo Governo do Estado do Ceará, com capacidade para 43.400.00 m³, será a principal fonte de água dos municípios de Umari, Baixio e Ipaumirim, e, está localizada, 97% nos Sítios Jenipapeiro e Lagoa Tapada, e, 3% no Sítio Xique-xique no município de Baixio e teve sua obra concluída em novembro de 2011.

### Relevo e solo
Situado entre a serra da Várzea Grande e a serra da Bertioga,, possui dois tipos principais de solo - latossolo e sedimentar.

### Vegetação
A vegetação é bastante diversificada, apresentando domínios de cerradão, caatinga (tipo predominante) e cerrado.

### Subdivisão
O município possui 2 (dois) distritos: São Pio X (mais antigo), e Logradouro, criado recentemente.

## Economia
- Agricultura: banana, arroz herbáceo e arbóreo, milho e feijão
- Pecuária: bovinocultura (de corte e leite), caprinocultura, ovinocultura, suinocultura, apicultura e piscicultura.

## Cultura
- O principal evento cultural é a festa do padroeiro, São Gonçalo do Amarante (01 a 10 de janeiro).
- Festas Juninas (29 de junho).
- Semana do município em alusão a sua emancipação política (12/11/1883), que é comemorada no dia 15 de setembro (data de sua restauração, ocorrida em 1956).

## Política
A administração municipal localiza-se na sede, Umari.